# Big Ben
Elizabeth Tower, famosa torre que contém o sino Big Ben.
Big Ben é um grande sino instalado na torre noroeste do Palácio de Westminster, a sede do Parlamento Britânico, localizado em Londres, no Reino Unido. O nome oficial da torre em que o Big Ben está localizado era originalmente Clock Tower, mas ela foi renomeada como Elizabeth Tower em 2012 para marcar o Jubileu de Diamante da Rainha Elizabeth II. A torre foi inaugurada durante a gestão de Sir Benjamin Hall, ministro de Estado da Inglaterra, em 1859.
A torre abriga o maior relógio de quatro lados do mundo e é a décima quarta torre de relógio mais alta do mundo. A torre foi construída em estilo neogótico e tem 96 metros de altura, tendo sido concluída em 1858 e iniciado suas atividades em 7 de setembro de 1859.
A torre do Big Ben é um ícone cultural britânico, um dos símbolos mais proeminentes do Reino Unido e frequentemente aparece em cenas de filmes, séries de televisão, programas ou documentários ambientados em Londres.
Em 15 de fevereiro de 1952 tocou 56 vezes, todos os minutos durante o funeral do rei Jorge VI, falecido com 56 anos de idade. Em 27 de julho de 2012 tocou durante 3 minutos (das 8h12 às 8h15) para anunciar a abertura dos Jogos Olímpicos de Verão de 2012. Foi a primeira vez que o sino tocou fora de sua programação normal desde o funeral do Rei Jorge VI, em 1952.

## História da Torre

### Projeto
A Elizabeth Tower (Torre de Isabel), anteriormente chamada de Clock Tower (Torre do Relógio), e mais popularmente conhecida como Big Ben, foi erguida como parte do projeto de Charles Barry para um novo palácio, depois que o antigo Palácio de Westminster foi amplamente destruído por um incêndio na noite de 16 de outubro de 1834. O novo parlamento foi construído em estilo neogótico. Embora Barry fosse o arquiteto-chefe do palácio, ele recorreu a ajuda de Augustus Pugin para o projeto da torre do relógio, para fazê-la em estilo dos projetos anteriores de Pugin, como Scarisbrick Hall em Lancashire. O projeto para a torre foi o último trabalho de Pugin antes de sua morte.

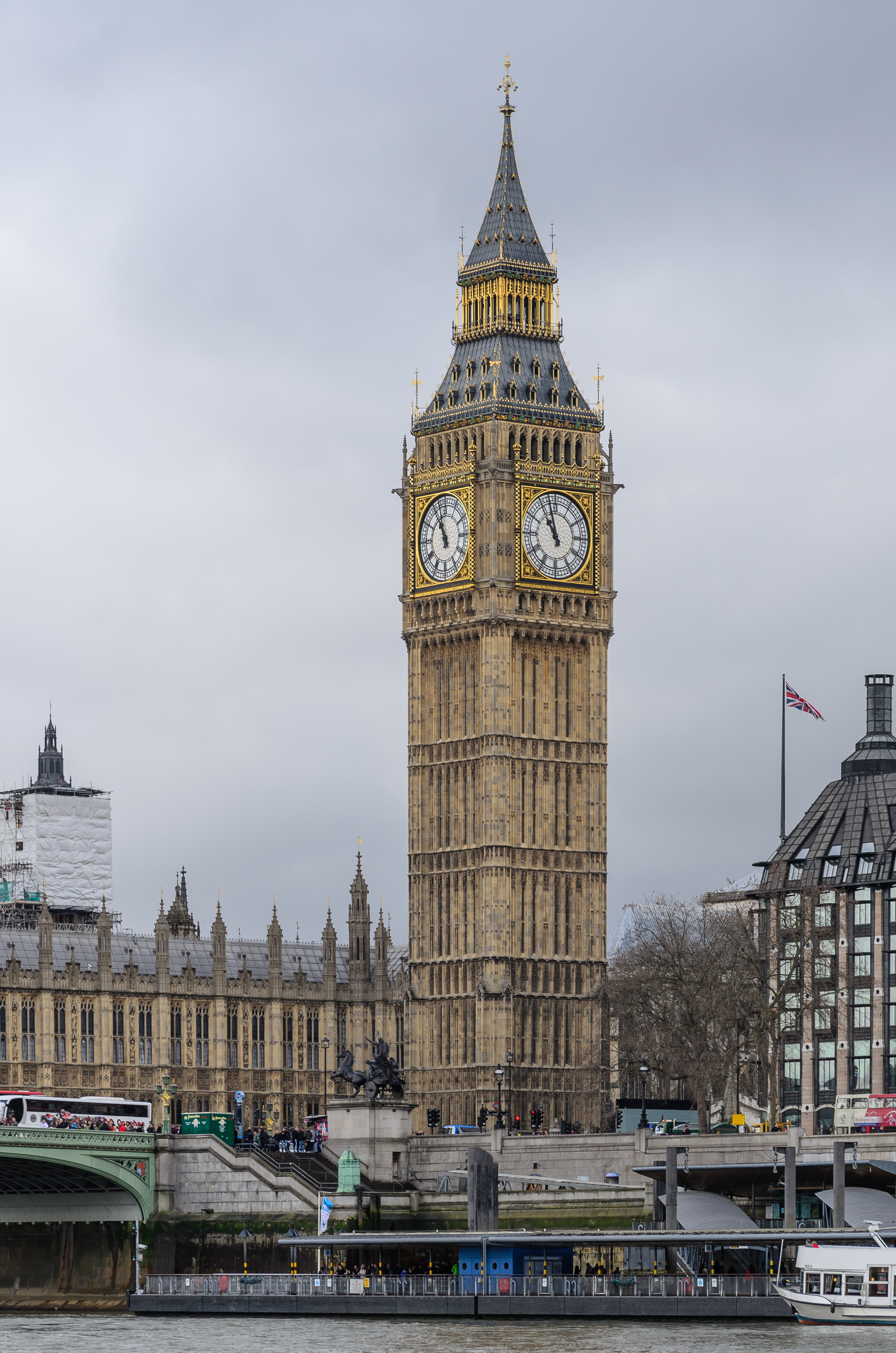
A torre do Big Ben vista do bairro South Bank

### Design
A torre foi projetada no célebre estilo neogótico de Pugin, e tem 315 pés (96 metros) de altura. A parte inferior de 200 pés (61 metros) da estrutura da torre consiste em alvenaria com revestimento de calcário Anston cor de areia. O restante da altura da torre é em ferro fundido. A torre foi construída sobre uma base quadrada do tipo balsa flutuante com 50 pés (15 metros) de lado, feita de concreto de 10 pés (3,0 metros) de espessura, a uma profundidade de 13 pés (4,0 metros) abaixo do nível do solo. Os quatro mostradores de relógio estão a 180 pés (55 metros) acima do solo. O volume interno da torre é de 164 200 pés cúbicos (4 600 metros cúbicos). Apesar de ser uma das atrações turísticas mais famosas do mundo, o interior da torre não está aberto a visitantes estrangeiros, embora os residentes do Reino Unido tenham conseguido organizar excursões (com bastante antecedência) através de seu membro do Parlamento antes das atuais obras de reparo. No entanto, a torre atualmente não tem elevador, embora um esteja sendo instalado, fazendo com que os residentes do Reino Unido subam os 334 degraus de calcário até o topo.

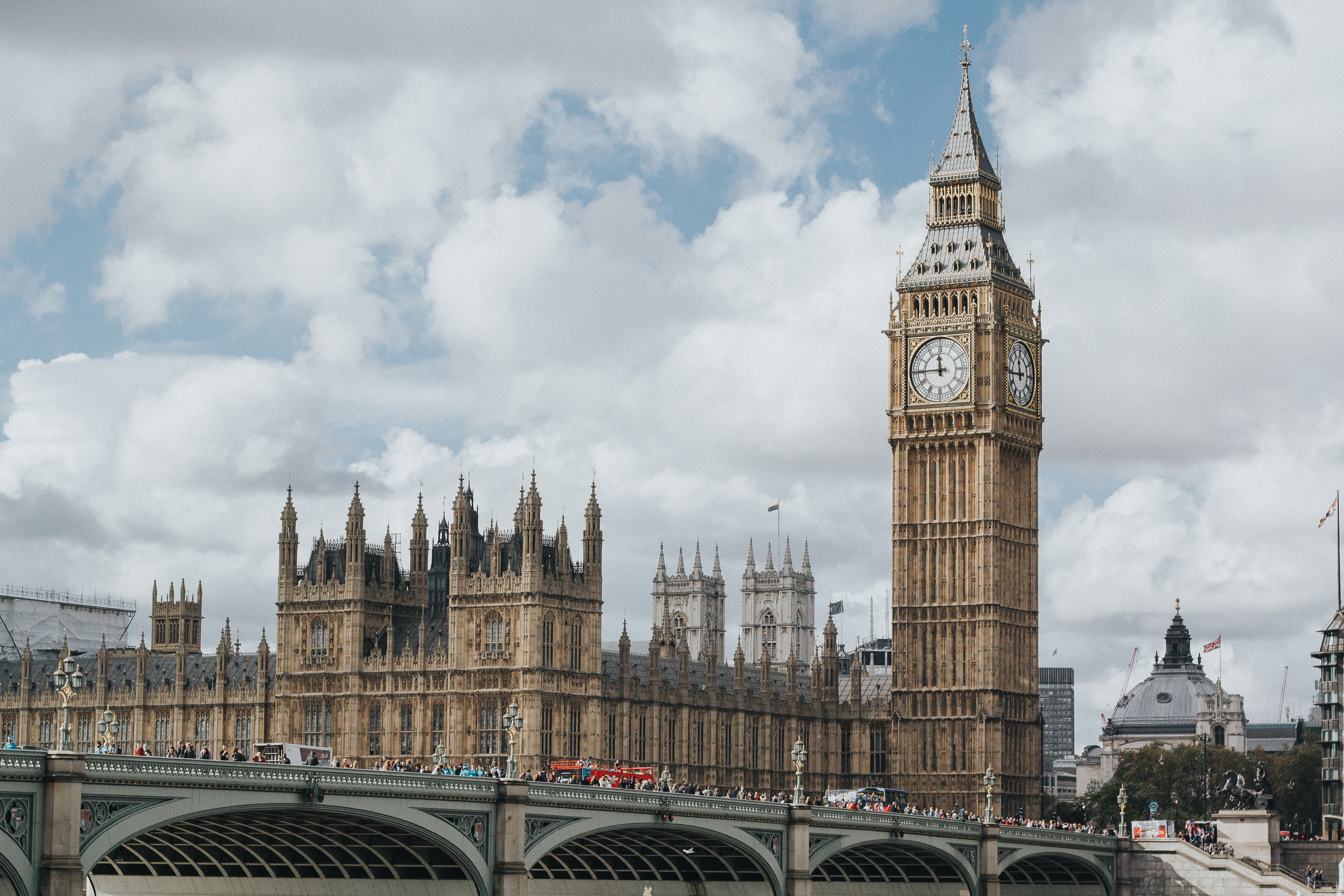
O Parlamento do Reino Unido e a Elizabeth Tower, vista do lado oposto do Rio Tâmisa.

Devido às mudanças nas condições do solo desde a construção, a torre teve pequenas inclinações para o noroeste. Até outubro de 2011, a torre havia se inclinado 0,26 graus para noroeste, resultando em um desvio de cerca de meio metro entre a base e o ponto mais alto da estrutura, considerando-se a sua altura de 96 metros. De acordo com medições de especialistas divulgadas em 2010, a inclinação da torre se acentuou a partir de 2003, por razões desconhecidas. A partir daquele ano, a estrutura passou a se inclinar a uma razão de 0,9 milímetros por ano. Segundo as autoridades britânicas, este fato não chega a ser alarmante, já que seriam necessários cerca de 10 mil anos para que a estrutura chegue a uma inclinação crítica, como ocorreu com a Torre de Pisa em 1990, que chegou a uma inclinação máxima de 5,5 graus, antes do início da sua restauração. Em janeiro de 2012, o parlamento inglês criou uma comissão para estudar uma possível ação para restaurar não só a torre, mas toda a estrutura do Palácio de Westminster, que possui algumas rachaduras.

### Nome
Na época do reinado da Rainha Vitória, os jornalistas batizaram a torre de St. Stephen's Tower (Torre de Santo Estêvão). Quando os MPs se reuniam originalmente no St. Stephen's Hall, esses jornalistas se referiram a tudo relacionado à Câmara dos Comuns como notícias de "St. Stephen". O uso persiste na língua galesa no distrito de Westminster, a torre é conhecida como Saint Steffan.
Em 2 de junho de 2012, o Daily Telegraph informou que 331 membros do Parlamento, incluindo membros seniores de todos os três principais partidos, apoiaram uma proposta de mudar o nome de Clock Tower para Elizabeth Tower em homenagem à Rainha Elizabeth II em seu ano do jubileu de diamante. Isso foi considerado apropriado porque a grande torre oeste conhecida como Victoria Tower (Torre de Vitória) foi renomeada em homenagem à Rainha Vitória em seu jubileu de diamante. Em 26 de junho de 2012, a Câmara dos Comuns confirmou que a mudança de nome poderia prosseguir. O primeiro-ministro, David Cameron, anunciou a mudança do nome em 12 de setembro de 2012, no início das perguntas do primeiro-ministro. A mudança foi marcada por uma cerimônia de nomeação na qual o Presidente da Câmara dos Comuns do Reino Unido, John Bercow, revelou uma placa com o nome afixada na torre e um jardim como "Speaker's Green".

## O Relógio

### Bases

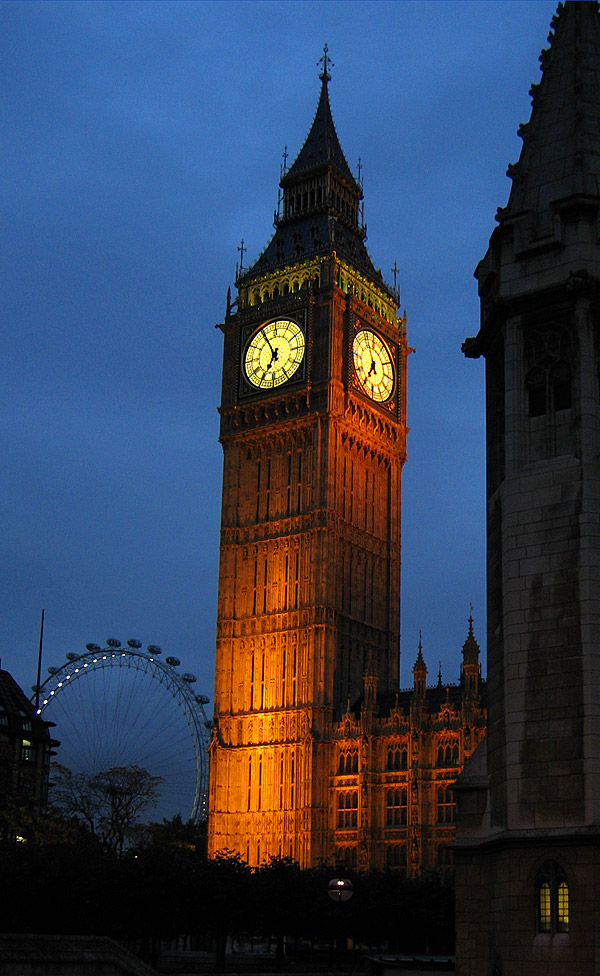
Elizabeth Tower durante o anoitecer

Os quatro lados do relógio e suas bases foram projetados por Augustus Pugin. Cada lado é formado por uma estrutura em disco de ferro de 7 metros que contém 312 peças de vidro opaco, como um vitral. Algumas dessas peças podem ser removidas para verificar os ponteiros do relógio. As molduras das quatro bases são douradas. Na base de cada marcador do relógio, há uma inscrição em latim: DOMINE SALVAM FAC REGINAM NOSTRAM VICTORIAM PRIMAM ("Deus Salve Nossa Rainha Vitória I"). Diferentemente de muitos outros relógios com algarismos romanos, que representam o número 4 como "IIII", o Big Ben adota a forma "IV".

### Funcionamento
O funcionamento do relógio é famoso por sua confiabilidade. Os designers foram o advogado e horologista amador Edmund Beckett Denison e George Airy, o Astrônomo Real. A construção foi confiada ao relojoeiro Edward John Dent; após sua morte em 1853, seu enteado Frederick Dent concluiu o trabalho, em 1854.  Como a torre não estava completa até 1859, Denison teve tempo para experimentar: em vez de usar o escapamento deadbeat e remontoire como originalmente projetado, Denison inventou o escapamento gravitacional duplo de três pernas. Este escape fornece a melhor separação entre o pêndulo e o mecanismo do relógio. O pêndulo é instalado dentro de uma caixa à prova de vento fechada sob a sala do relógio. Tem 13 pés (4,0 m) de comprimento, pesa 660 libras (300 kg), é suspenso em uma tira de aço para molas de 1⁄64 polegadas (0,40 mm) de espessura e bate a cada dois segundos. O mecanismo de relógio em uma sala abaixo pesa cinco toneladas.

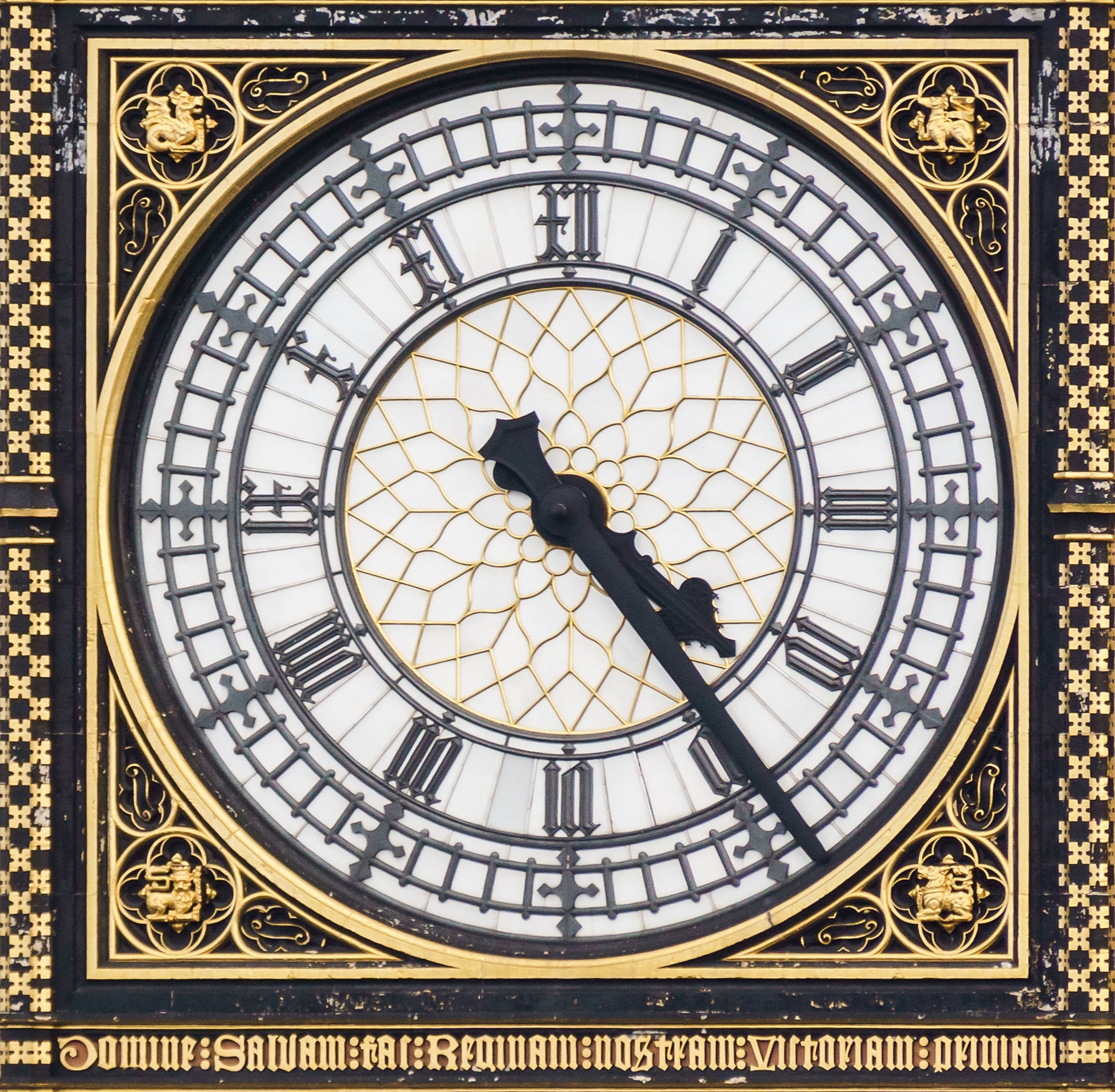
Um dos quatro discos em base de moldura dourada do relógio, localizado no topo da torre

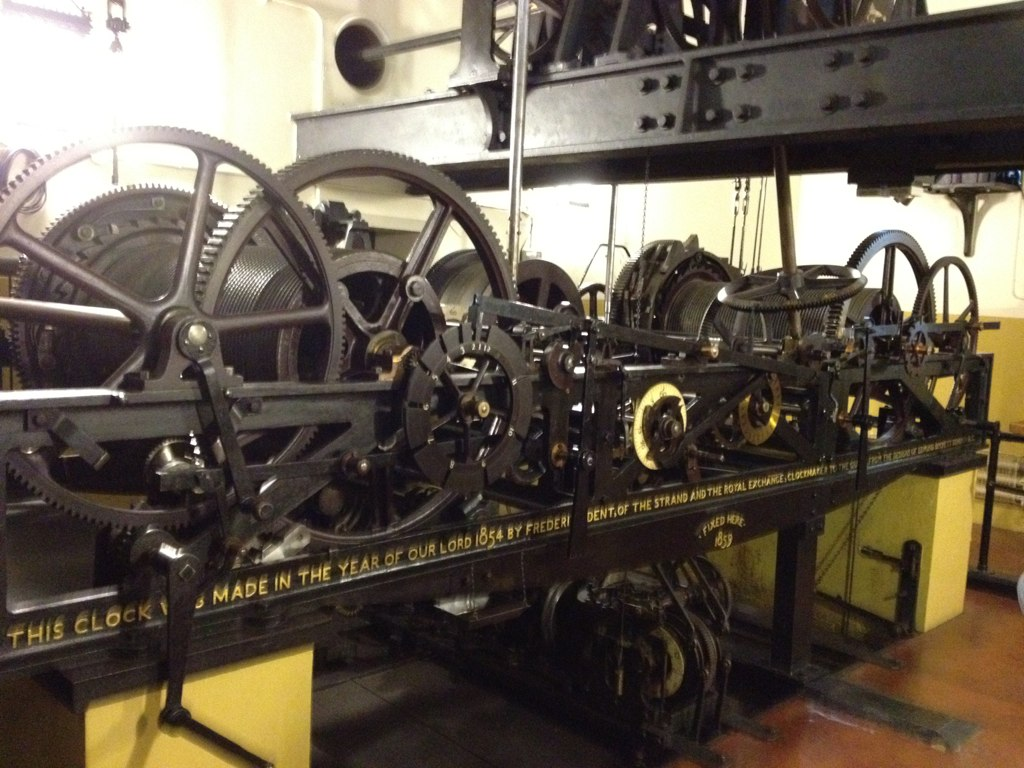
As engrenagens do relógio

No topo do pêndulo está uma pequena pilha de moedas antigas; estes são para ajustar a hora do relógio. Adicionar uma moeda tem o efeito de levantar minuciosamente a posição do centro de massa do pêndulo, reduzindo o comprimento efetivo da haste do pêndulo e, portanto, aumentando a taxa de oscilação do pêndulo. Adicionar ou remover um centavo mudará a velocidade do relógio em 0,4 segundos por dia. O relógio tem corda manual (levando cerca de 1,5 horas) três vezes por semana.
Em 10 de maio de 1941, um bombardeio alemão danificou duas das faces do relógio e seções do telhado da torre e destruiu a Câmara dos Comuns. O arquiteto Sir Giles Gilbert Scott projetou um novo bloco de cinco andares. Dois andares são ocupados pela câmara atual, que foi usada pela primeira vez em 26 de outubro de 1950. O relógio funcionou com precisão e soou durante toda a Blitz.

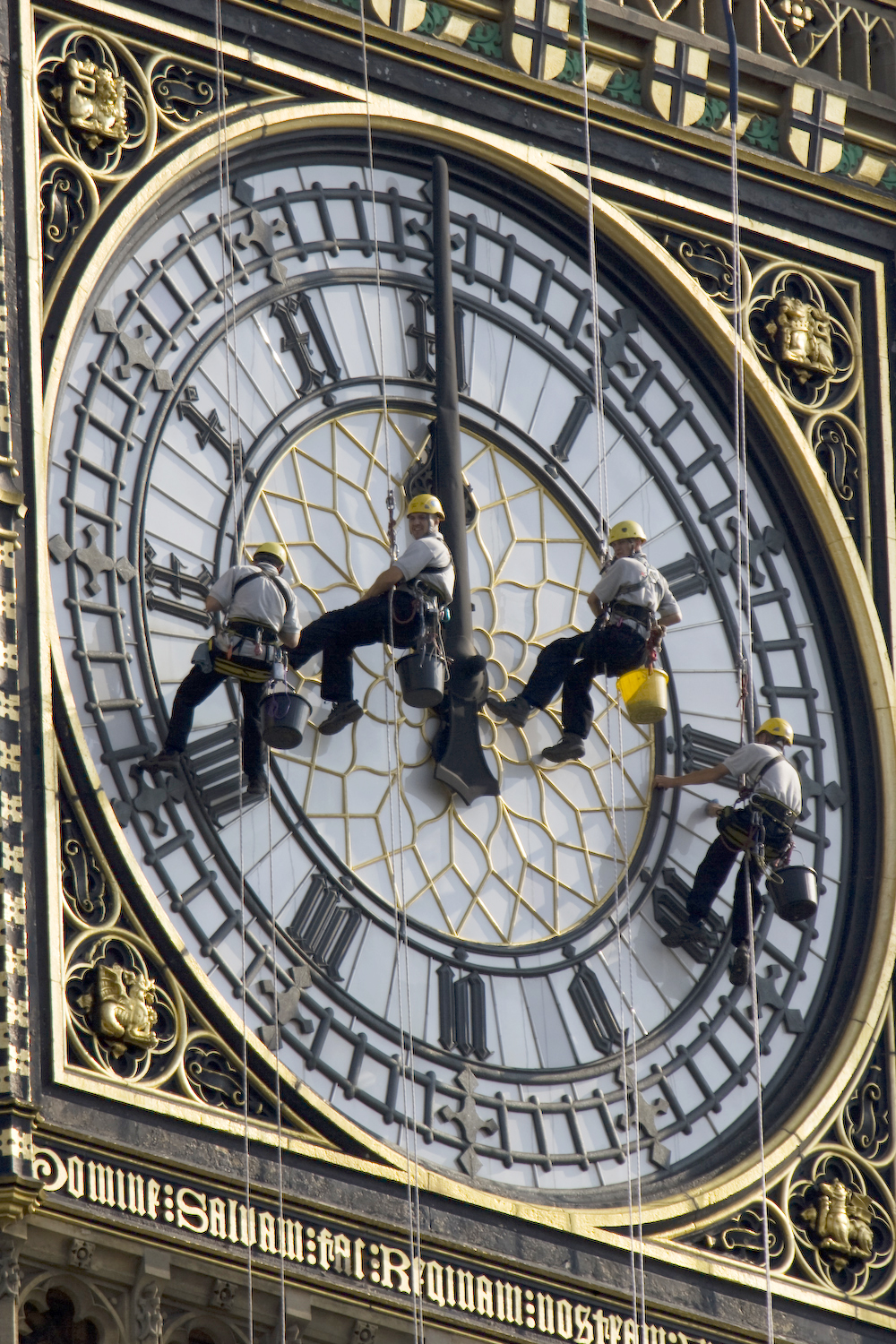
Trabalhadores que limpam o disco sul do relógio em 11 de agosto de 2007

### Danos, reparos e outros incidentes

#### Século XIX
- Antes de 1878: O relógio parou pela primeira vez em sua história, "devido a uma forte queda de neve" nos ponteiros de um relógio.[22][23]
- 21 de agosto de 1877 - janeiro de 1878: O relógio foi parado por três semanas para permitir que a torre e o mecanismo fossem limpos e reparados. A velha roda de escape foi substituída.[22]

#### Século XX
- 1916 - Na Primeira Guerra Mundial, os sinos foram silenciados e o relógio parou de acender à noite por dois anos para evitar ataques de zepelins alemães.[5]
- 1940-1941: Embora os sinos continuassem a funcionar, o relógio parou de acender à noite durante a Segunda Guerra Mundial, para evitar servir de guia para os pilotos de Blitz.[5]
- 10 de maio de 1941: Um bombardeio alemão danificou um dos mostradores do relógio.
- 3 a 4 de junho de 1941: O relógio parou às 22h13 até às 10 da manhã do dia seguinte, porque um trabalhador que estava consertando os danos causados pelo bombardeio deixou cair um martelo que ficou preso na máquina.[24]
- 1949: O relógio atrasou quatro minutos e meio devido a um bando de pássaros pousando no ponteiro dos minutos.[25]
- 15 de fevereiro de 1952: O relógio bateu 56 vezes a cada minuto durante o funeral do Rei Jorge VI, que morreu aos 56 anos.[26]
- 13 de janeiro de 1955: O relógio parou às 3h24 devido à neve acumulada nas esferas norte e leste. Pequenos aquecedores elétricos foram instalados dentro de ambas as áreas, que enfrentavam o frio do inverno, e essa medida tem ajudado a reduzir os incidentes causados por frio ou congelamento.[27]
- 31 de dezembro de 1962: o relógio foi atrasado devido à grande quantidade de neve acumulada entre os ponteiros, então o ano novo entrou com 10 minutos de atraso.[28]
- 30 de janeiro de 1965: Os sinos foram silenciados durante o funeral do estadista e ex-primeiro-ministro Winston Churchill.[29]
- 5 de agosto de 1976: O relógio sofreu sua primeira e única falha. Devido ao desgaste do metal, o mecanismo do carrilhão do relógio quebrou. O relógio foi reativado em 9 de maio de 1977. Foi o período mais longo em que o relógio ficou fora de operação desde sua construção. Durante esse tempo, a BBC Radio 4 dependeu do sinal do horário de Greenwich.[30] Até 1970, a manutenção era realizada pela empresa original fundada por Edward John Dent e, desde 2002, pelo pessoal do Parlamento.
- 30 de abril de 1997: O relógio parou um dia antes da eleição geral e parou novamente três semanas depois.[31]

#### Século XXI
- 27 de maio de 2005: O relógio parou às 22h07, possivelmente devido ao clima quente (as temperaturas em Londres haviam chegado a 31,8 °C). Ele começou a funcionar novamente, mas parou às 22h20 e ficou parado por 90 minutos antes de funcionar novamente.[31]
- 29 de outubro de 2005: O relógio foi parado por aproximadamente 33 horas para inspeção. Foi a manutenção mais longa em 22 anos.[32]
- 5 de junho de 2006: Os sinos das salas foram removidas por quatro semanas,[33] pois uma delas estava danificada e precisava de conserto. Durante esse tempo, a BBC Radio 4 transmitiu cantos de pássaros junto com o sinal do horário de Greenwich, em vez do sinal sonoro usual.
- 11 de agosto de 2007: O relógio foi parado por seis semanas para reparos. Partes do mecanismo e o martelo do grande sino foram substituídos, pela primeira vez desde sua instalação.[34] Durante os reparos, o relógio não funcionou pelo mecanismo original, mas por um motor elétrico.[35] Novamente, a BBC Radio 4 teve que transmitir o sinal do horário de Greenwich durante este tempo. O relógio foi projetado para funcionar corretamente por mais 200 anos antes que outro grande reparo fosse necessário.[36]
- 27 de julho de 2012: Começando às 8h12, o relógio bateu 30 vezes, para marcar o início dos Jogos Olímpicos, a 30ª Olimpíada, que começou oficialmente naquele dia.[37]
- 17 de abril de 2013: Os sinos foram silenciados como uma demonstração de dignidade e respeito durante o funeral de Margaret Thatcher.[38]
- 18 de agosto de 2014: Às 09h00 GMT o mecanismo do relógio foi desligado, com os ponteiros apontando para as doze horas, para facilitar a limpeza das quatro esferas, que durariam quatro ou cinco dias, dependendo das condições climáticas.[39] A última limpeza realizada foi em 2010.[40]
- Agosto de 2015: o relógio estava 7 segundos à frente, então moedas foram removidas do pêndulo para corrigir o erro, fazendo com que ele diminuísse a velocidade por um tempo.[41]
- 21 de agosto de 2017: Foi estabelecido que os sinos iriam ficar silenciados por 4 anos durante os trabalhos de manutenção e reparo do mecanismo do relógio e reparos no edifício da torre do relógio. Durante este tempo, ponteiros e luzes foram removidos para restauração, com pelo menos uma das esferas - com ponteiros acionados por um motor elétrico - deixado intacto, funcionando e visível a qualquer momento. Os planos também incluíram a instalação de um elevador. Os sinos, no entanto, ainda tocaram para eventos como a véspera de Ano Novo e o Dia da Memória.[42]
- 13 de novembro de 2022: voltou a tocar regularmente após cinco anos de trabalhos de renovação. O sino tocou onze vezes às 11:00 para marcar os dois minutos de silêncio cumpridos a propósito do Remembrance Sunday (Domingo da Memória), celebrado no segundo domingo de novembro para recordar os soldados britânicos mortos em serviço.

## Sinos

### Grande Sino (Big Ben)

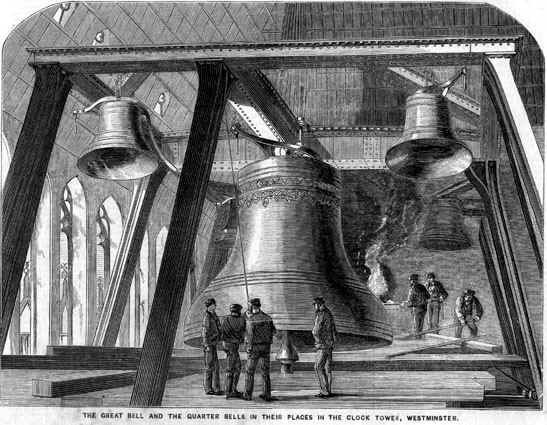
O segundo sino "Big Ben" (no centro) e os sinos dos quartos de hora. Ilustração do News of the World de 4 de dezembro de 1858

O sino original, que marcava as horas, pesava dezesseis toneladas e foi fundido em 6 de agosto de 1856 em Stockton-on-Tees pela John Warner & Sons Company. Possivelmente foi nomeado de Big Ben em homenagem a Sir Benjamin Hall, ministro de Estado da Inglaterra, em 1859. Depois de um longo discurso para a escolha do nome, Sir Benjamin afundou-se na poltrona e um parlamentar na câmara teria dito: "Por que não chamá-lo de Big Ben e acabar com isso?", provocando risos, e "Big Ben" teria sido o nome escolhido. Outra teoria é que ele recebeu o nome de um boxeador da época, Ben Caunt. Acredita-se que o sino se chamava originalmente Royal Victoria em homenagem à Rainha Vitória, mas o fato de um parlamentar sugerir esse nome durante um debate não foi registrado oficialmente.
Como a torre ainda não estava concluída, o sino foi montado em um dos pátios do Palácio, conhecido como New Palace Yard. Durante o teste, ele rachou sem possibilidade de reparo e uma nova peça teve que ser construída. O novo sino foi concluído em 10 de abril de 1858 na Whitechapel Bell Foundry, na cidade de Londres. Depois de pronto, foi transportado da fábrica até o Parlamento (um trajeto de poucos quilômetros) em uma carruagem puxada por dezesseis cavalos ornamentados para o evento. O sino tocou pela primeira vez na torre em 31 de maio de 1859. O peso do sino é de 13 760 quilogramas (30 340 libras), seu diâmetro é de 2,74 metros (9,0 pés) e sua altura é de 2,32 metros (7,6 pés), segundo dados do fabricante Whitechapel. No processo de fundição, o tempo que o metal em fusão levou para preencher o molde foi de vinte minutos e o tempo de solidificação no molde foi de vinte dias. O mestre de fundição naquele ano era George Mears, cujo nome está inscrito no sino. A empresa, fundada em 1570, produziu ininterruptamente até o encerramento de suas atividades em junho de 2017. Este sino foi erguido 61 metros até o topo da torre, em uma operação que durou dezoito horas. Tocou pela primeira vez em julho de 1859 e, em setembro, também quebrou, ao ser atingido pelo martelo. De acordo com o gerente da fundição George Mears, o horologista Denison havia usado um martelo com mais que o dobro do peso máximo especificado. O sino Big Ben foi retirado e durante três anos as horas tocaram por um sino menor até o principal ser reparado. Para fazer o reparo, um pedaço quadrado de metal foi arrancado da borda ao redor da rachadura, e foi trocado numa posição diferente para que o novo martelo batesse. O Big Ben soou com um tom ligeiramente diferente desde então e ainda está em uso até hoje. O Big Ben foi o maior sino das Ilhas Britânicas até que "Great Paul", um sino de 16,75 toneladas atualmente pendurado na Catedral de São Paulo, foi lançado em 1881.

### Sinos menores

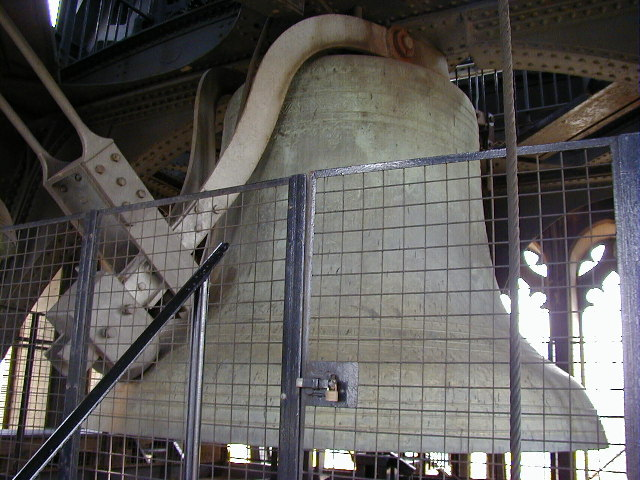
O sino Big Ben atualmente

Junto com o grande sino Big Ben, o campanário abriga quatro sinos que tocam a melodia Quartos de Westminster a cada quarto de hora. Os quatro sinos de um quarto soam Sol♯, Fa♯, Mi e Si. Eles foram lançados por John Warner & Sons em sua Crescent Foundry em 1857 (Sol♯, Fa♯ e Si) e 1858 (Mi). A fundição ficava em Jewin Crescent, no que hoje é conhecido como The Barbican, na cidade de Londres. Os sinos são tocados por martelos puxados por cabos vindos da sala de ligação — um espaço de teto baixo entre a sala do relógio e o campanário — onde os mecanismos traduzem o movimento do quarto de trem no toque dos sinos individuais.
A melodia é a dos sinos de Cambridge, usados pela primeira vez para os sinos da igreja de Great St Mary, Cambridge, e supostamente uma variação, atribuída a William Crotch, baseada em frases de violino tiradas do ar "Eu sei que meu Redentor vive" no Messias de Händel. As palavras nocionais do carrilhão, novamente derivadas da Grande Santa Maria e, por sua vez, uma alusão ao Salmo 37: 23-24, são: "Durante toda esta hora / Senhor seja meu guia / E por Teu poder / Nenhum pé deslizará". Eles estão escritos em uma placa na parede da sala do relógio.

## Impacto cultural

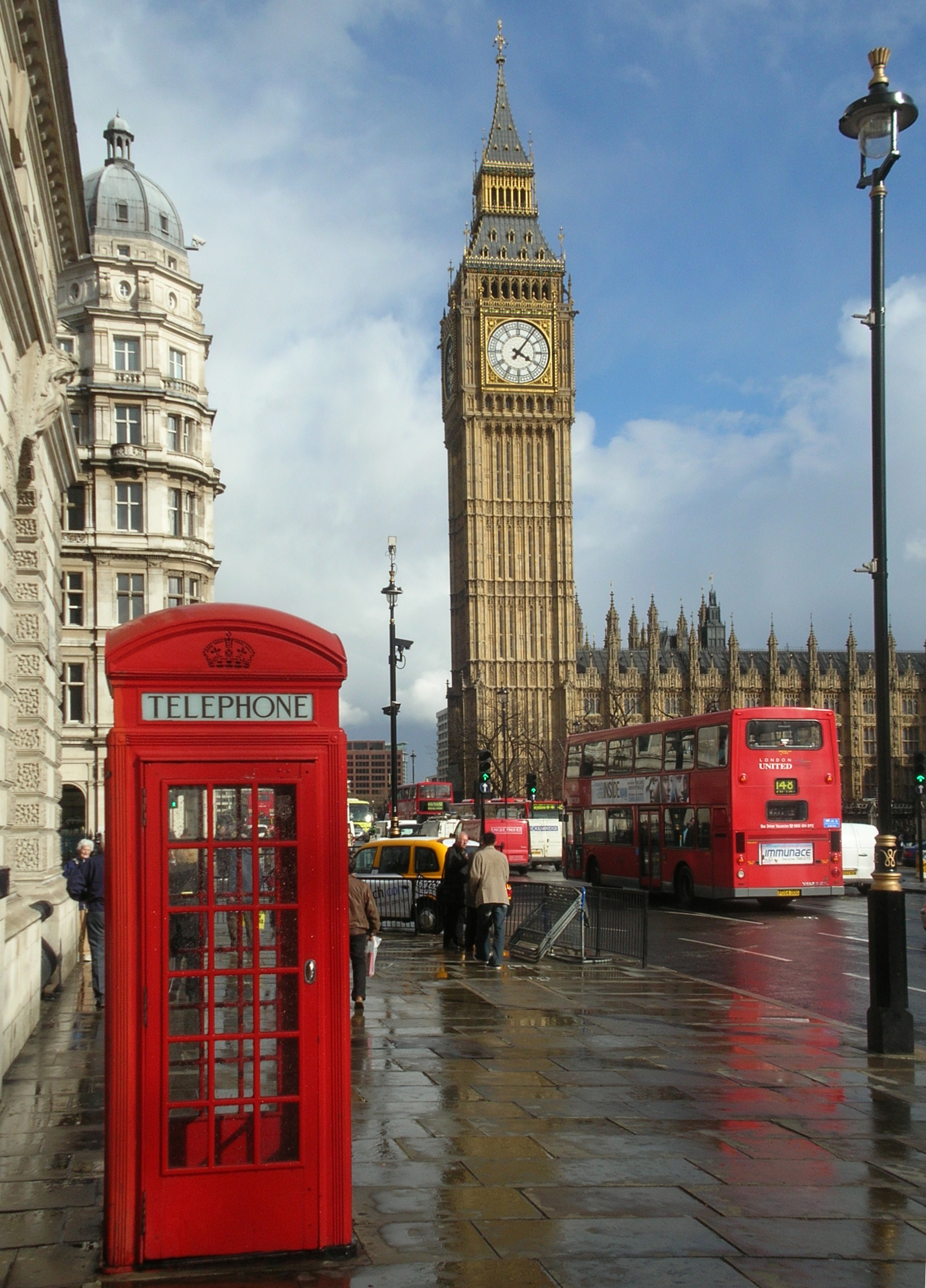
Caixa telefônica vermelha clássica e ônibus de dois andares em frente à Elizabeth Tower

O relógio se tornou um símbolo cultural do Reino Unido e da cidade de Londres, principalmente na mídia audiovisual. A imagem mais icônica do país e da cidade no cinema e na televisão é a da torre, geralmente acompanhada por um ônibus de dois andares, a típica cabine telefônica vermelha de Londres ou um dos táxis pretos da cidade. Em 2008, uma pesquisa com 2 000 pessoas descobriu que a torre é o marco mais icônico do Reino Unido. Também é considerada a imagem mais icônica para filmes rodados em Londres.
O som dos sinos do relógio é reconhecido da mesma forma na mídia de áudio, mas como as Salas Westminster também podem ser ouvidas em outros relógios e instrumentos, o som não é exclusivo do relógio. O Big Ben é o ponto focal das celebrações de Ano Novo no Reino Unido, quando as estações de rádio e televisão usam seus sinos para dar as boas-vindas ao ano novo. Em 2012, a torre foi iluminada com fogos de artifício, que explodiam a cada badalado do relógio. Da mesma forma, no Dia da Lembrança, os carrilhões do Big Ben são emitidos para marcar a décima primeira hora do décimo primeiro dia do décimo primeiro mês, comemorando a assinatura do armistício que encerrou a Primeira Guerra Mundial.
Os londrinos que moram a uma distância adequada da torre podem, ao receber os sinos ao vivo e no rádio, ouvir os sinos tocar treze vezes. Isso é possível porque os sinos transmitidos por rádio são ouvidos instantaneamente, enquanto o som ao vivo é atrasado quando transmitido pelo ar, uma vez que, através do ar, a velocidade do som é relativamente lenta. O Big Ben também marca a hora em alguns boletins da BBC Radio 4 (às 18h e meia-noite, e também às 22h aos domingos) e no BBC World Service, prática iniciada em 31 de dezembro de 1923. Os sinos são captados ao vivo por um microfone instalado permanentemente na torre e conectado por cabo à Broadcasting House.

## Manutenção

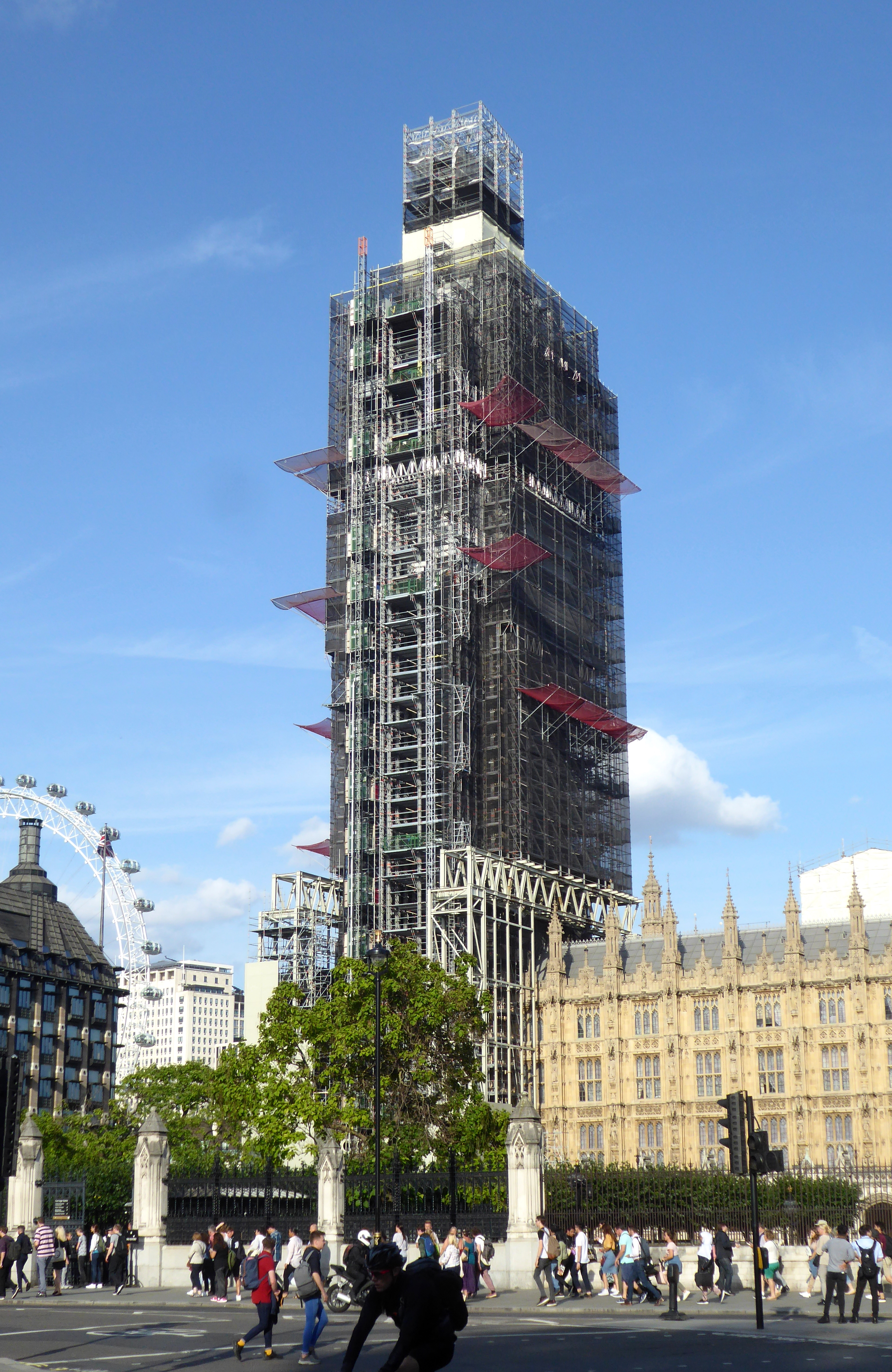
A torre do Big Ben sendo reformada em 2017

Em 21 de agosto de 2017, os sinos do Big Ben foram silenciados por quatro anos para permitir que trabalhos essenciais de restauração fossem realizados na torre. A decisão de silenciar os sinos foi tomada para proteger a audição dos trabalhadores na torre e suscitou muitas críticas de parlamentares e da então primeira-ministra Theresa May. O toque e o badalar dos sinos em ocasiões importantes, como a véspera de Ano Novo e o Dia da Lembrança, passariam a ser realizados por meio de um motor elétrico, e pelo menos uma das quatro faces do relógio iria permanecer visível durante a restauração. Andaimes foram colocados ao redor da torre imediatamente após os sinos serem silenciados. O custo original do projeto foi estimado em cerca de £ 29 milhões, mas acabou sendo mais do que duplicado, para £ 69 milhões. Em fevereiro de 2020, foi confirmado que as reformas revelaram que a Elizabeth Tower havia sofrido danos maiores do que se pensava originalmente no bombardeio de maio de 1941, que destruiu a Câmara dos Comuns adjacente. Outras descobertas que oneraram ainda mais a obra incluíram o uso de amianto no campanário e o uso extensivo de tinta com chumbo, materiais proibidos nas construções modernas, por seus efeitos nocivos à saúde. Havia também vidros quebrados nos mostradores do relógio e séria deterioração das complexas esculturas de pedra da torre, devido à poluição do ar. O custo para sanar os novos problemas foi estimado em £ 18,6 milhões, elevando o orçamento total do restauro para quase £ 80 milhões. O trabalho de renovação adicional foi integrado ao projeto, que foi concluído no prazo originalmente planejado.
O objetivo da reforma foi reparar e conservar a torre, atualizando as instalações conforme necessário e garantindo a sua integridade para as gerações futuras. A última reforma significativa havia sido realizada em 1983-1985. A estrutura, com uma altura de 96 metros (315 pés), fica exposta aos elementos naturais, resultando em rachaduras e outros danos à alvenaria e ferrugem nas estruturas metálicas. As 2 567 telhas de ferro fundido foram removidas e recolocadas, sendo instalado um elevador para facilitar o acesso, além de um banheiro simples com água corrente. A Ayrton Light no topo da torre, também foi totalmente desmontada e restaurada, junto com as outras luzes no campanário. As luzes foram substituídas por LEDs de baixa energia. Uma das mudanças mais visíveis na torre foi a restauração da estrutura do mostrador do relógio à sua cor original de azul da prússia, usada quando a torre foi originalmente construída em 1859. A tinta preta que foi usada para cobrir as molduras do mostrador manchadas de fuligem foi também removida. Os quatro mostradores do relógio foram restaurados para terem a cor dourada original e os escudos de São Jorge foram repintados em suas cores originais vermelha e branca. As 1 296 peças de vidro que compõem os mostradores do relógio também foram removidas e substituídas.
Após quatro anos de restauração, a obra foi concluída em novembro de 2021, a tempo de ser inaugurada para as festividades do Ano Novo.